# Nouvelle École
Pour l'adaptation française de l'émission de téléréalité musicale Rhythm + Flow produite par Netflix, voir Nouvelle École (série télévisée).
Nouvelle École est une revue d'idées française fondée en 1968 et dirigée par Alain de Benoist et Michel d'Urance. Ce périodique du GRECE (« Nouvelle Droite ») paraît annuellement aux éditions SEPRECOM, selon une formule de numéros thématiques.

## Genèse
Le premier numéro est daté de février-mars 1968. Anne-Marie Duranton-Crabol relève qu'à l'origine, « les préoccupations de la revue ne diffèrent guère de celles d'Europe-Action », à savoir le « réalisme biologique », « les races, les mélanges et la sélection ». Le numéro 14 s'inscrit ainsi dans une perspective eugénique.
À partir de 1970, toujours selon Duranton-Crabol, « le champ de ses intérêts s'élargit » à l'archéologie ou la philosophie ; la revue se dote aussi d'un comité de patronage, dont les noms phares sont Giorgio Locchi, Armin Mohler et Louis Rougier. Le comité s'étoffera progressivement.

## Description
En 1985, son tirage varie entre 7 000 et 10 000 exemplaires.
La revue a consacré plusieurs numéros à des penseurs très divers comme Friedrich Nietzsche, Vilfredo Pareto, Ernst Jünger, Carl Schmitt, Charles Darwin, Knut Hamsun, et à des sujets plus vastes comme le christianisme, le paganisme, la culture de masse, les Indo-Européens, la géopolitique ou l'archéologie.
Ses orientations doctrinales, issues des travaux des auteurs du Groupement de recherche et d'études pour la civilisation européenne, lui permettent de capter un lectorat d'orientation « révolutionnaire-conservatrice » se distinguant d'autres tendances de l'extrême droite, tout comme des droites « classiques ».
Ses prises de positions lui ont valu de nombreuses controverses, notamment sur les thèmes des origines de la « civilisation européenne », de l'eugénisme, du christianisme et du paganisme.[réf. nécessaire]

### Comité de patronage
Nouvelle École est dotée depuis 1970 d'un comité de patronage comportant des membres français ou étrangers, et composé principalement d'universitaires et de personnalités transversales..

#### Membres français
- Raymond Abellio[7]
- Bernard Asso[8]
- Amable Audin[9]
- Paul Barba-Negra[10]
- Pierre Barrucand[10]
- Paul Bastid[11]
- Marc Beigbeder (jusqu'en 1982)[9]
- Pierre Bercot[11]
- Robert Blanché[11]
- Marc Blancpain[12]
- Jean Boissel (jusqu'en 1982)[9]
- Jacques Bompaire[11]
- Raymond Bourgine[13]
- Nicolas Bourgeois[14]
- André Brissaud[15]
- Maurice Boudot[11]
- Georges-Henri Bousquet[16]
- Jean Cau[11]
- André Cocatre-Zilgien[17]
- Claude Colette[10]
- André Coyné[10]
- André Damien[11] (jusqu'en 1979)[9]
- Achille Dauphin-Meunier[15]
- Jean Dayre[9]
- Pierre Debray-Ritzen[11]
- Frédéric Deloffre[15]
- Léon-Jacques Delpech[11]
- François-Xavier Dillmann[10]
- Georges Dumézil (jusqu'en 1974)[14]
- René-Jean Dupuy[11]
- Frédéric Durand[18]
- Jacques Fiérain[9]
- Jean-Louis Foncine[10]
- Julien Freund[9]
- Roland Gaucher[7]
- Pierre Gaxotte[19]
- Henri-Charles Geffroy[9]
- Roland Granier[11]*
- Pierre Gripari[10]
- Christian-Joseph Guyonvarc'h[9]
- Jean-Jacques Hatt[11]
- Jean Haudry[20]
- Georges Henriquet[21]
- Guy Héraud[22]
- Roger Hervé[9]
- Vintila Horia[9]
- René Huyghe[11]
- Robert Imbert-Nergal[11]
- Raymond Jestin[11]
- Arthur Koestler[9]
- Roger Lathuillère[9]
- Hervé Lavenir[23]
- Marcel Le Glay[11]
- Jean Mabire[7]
- Pierre Magnin[9]
- Jacques de Mahieu[24]
- Marc Marceau[11]
- Jean-René Maréchal[9]
- Éric Maulin[10]
- Thierry Maulnier[15]
- Paul de Méritens[11]
- Jean Mistler[14]
- Henry de Monfreid[11]
- Jules Monnerot[15]
- Pierre Montané de la Roque[9]
- Danielle Mouchot[9]
- Michel Mourlet[9]
- Roger Mucchielli[11]
- François Papillard[9]
- Louis Pauwels[7]
- Philippe Périer[11]
- André Piettre[25]
- Claude Polin[26]
- Charles Rostaing[11]
- Louis Rougier[15]
- Yves Rouxeville[10]
- Raymond Ruyer[9]
- Yves de Saint-Agnès[9]
- Robert Schilling[11]
- Paul Sérant[15] (jusqu'en 1979)[27]
- Jean Varenne[11]
- Louis-Claude Vincent[9],[10]
- Michel Wayoff[10]
- Gérard Zwang[11]

#### Membres étrangers
- Giano Accame (it)[9]
- Giovanni Allegra (it)[9]
- Bertil Algrem[9]
- Franz Altheim[28]
- Ernst Anrich (en)[9]
- Robert Ardrey[29]
- John Randal Baker[9]
- Piero Buscaroli[9]
- Mario Cappieri[9]
- Javier Carabias del Arco[9]
- John Colin D. Carothers[9]
- Rehder Heinz Carsten[9]
- Raymond Cattell[9]
- John Desmond Clark[9]
- Björn Collinder (en)[9]
- Carleton Coon[30]
- C. D. Darlington[9]
- Philippe Devaux[9]
- Mircea Eliade[7]
- Hans Eysenck[29]
- Enrico Fulchignoni[9]
- Paul Gallez[9]
- Henry Garrett (en)[29]
- Robert Gayre (en)[31]
- Luigi Gedda (it)[9]
- Wesley Critz George (en)[31]
- Marija Gimbutas[9]
- Helmut Gipper (de)[9]
- Heinz-Joachim Graf[9]
- Hans Günther[31]
- Winfrid Huber[9]
- Johannes D. Hofmeyr[29]
- Sigrid Hunke[9]
- Franz Johann Irsigler[9]
- Herbert Jankuhn[32]
- Arthur Jensen[12]
- Will Johnston (en)[9]
- Hans-Erich Keller (de)[9]
- Robert E. Kuttner (en)[29]
- Robert Lehr[11]
- C. Scott Littleton[9]
- Bengt Löfstedt[9]
- Konrad Lorenz[29]
- Frans J. Los[33]
- Stéphane Lupasco[11]
- Bertil Lundman (en)[31]
- Angelo Majorana[9]
- Ernst Mayr[9]
- Thomas Molnar (jusqu'en 1975)[27]
- Carlo Mongardini[9]
- Armin Mohler[34]
- Rodney Needham[9]
- R. Travis Osborne (en)[9]
- Albert Ottalagano[9]
- Roger Pearson (anthropologue)[35]
- Franz Petri (de)[9]
- Jean Piron[9]
- Edgar Charles Polomé (en)[9]
- Stefan T. Possony[9]
- Hans Reinhert[32]
- David C. Rife[9]
- Alfredo Sacchetti[9]
- Carlos Salas[9]
- Giuseppe Santonastaso (it)[9]
- Ilse Schwidetzky (en)[31]
- Ralph Scott[9]
- Eliot Slater (en)[9]
- Udo Strutynski[9]
- Josef Švancara[9]
- Luigi Tallarico (it)[9]
- Valentin Thiébault[9]
- Piet Tommissen (de)[9]
- Leo Weisgerber[9]
- Stig Wikander[11]

## Titres
- Nouvelle École : Le langage (no 2), 1968
- Nouvelle École : Charles Maurras (no 66), 2017
- Nouvelle École : Pierre-Joseph Proudhon (no 67), 2018
- Nouvelle École : Paléogénétique des Indo-Européens (no 68), 2019
- Nouvelle École : Charles Péguy / Georges Bernanos (no 69), 2020
- Nouvelle École : JRR Tolkien (no 70), 2021
- Nouvelle École : Werner Sombart (no 71), 2022
- Nouvelle École : Arnold Gehlen (no 72), 2023
- Nouvelle École : Maurice Barrès (no 73), 2024